# Cartas a Milena

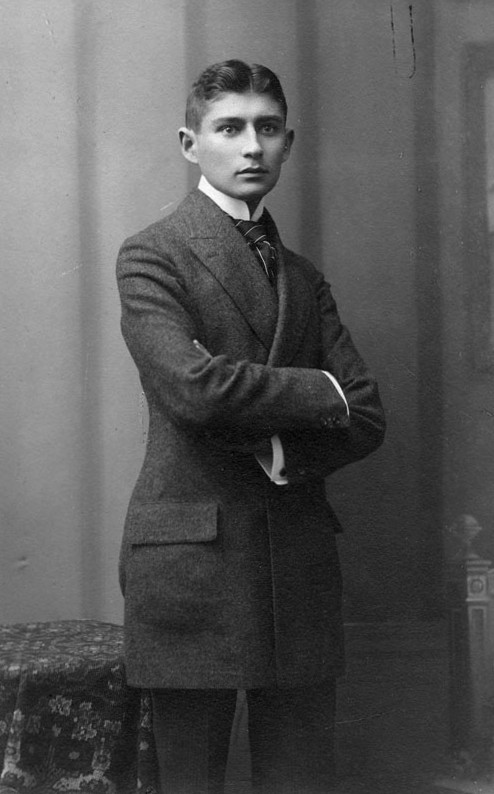
Franz Kafka em 1906.

Cartas a Milena é um livro com algumas cartas de Franz Kafka para Milena Jesenská de 1920 até 1923.

## História
As cartas que foram publicadas originalmente em alemão em 1952 como Briefe an Milena, foram editadas por Willy Haas, que decidiu apagar algumas passagens que este considerou que poderiam causar sofrimento a algumas pessoas que ainda viviam na época. A coleção de cartas foi publicada pela primeira vez em língua inglesa pela Schocken Books em 1953.
Uma nova edição alemã, restaurando as passagens que Haas havia apagado, foi publicada em 1986. Esta edição inclui algumas cartas de Milena para Max Brod.